# Gorcy
Gorcy è un comune francese di 2 965 abitanti situato nel dipartimento della Meurthe e Mosella nella regione del Grand Est.

## Storia

### Simboli
Il comune ha ripreso lo stemma dell'antica famiglia de Gorcy.

### Onorificenze
- Croix de guerre 1914-1918

## Società

### Evoluzione demografica
Abitanti censiti